# Abi Brittle
Abi Brittle (* 26. Mai 2003 in Seattle, King County, Washington) ist eine US-amerikanische Schauspielerin.

## Leben
Brittle wurde am 26. Mai 2003 (nach anderen Angaben am 1. Januar 2003) in Seattle geboren. Als Kinderdarstellerin debütierte sie 2012 im Kurzfilm Spare Room. Nach mehrjähriger Pause vom Filmschauspiel wurde mit ihr 2018 die Rolle der Leslie im Netflix Original Everything Sucks! besetzt. In den insgesamt acht Episoden lieh ihr Josefin Hagen für die deutsche Sprachfassung ihre Stimme. Die Serie wurde nach nur einer Staffel wieder abgesetzt. Im selben Jahr übernahm sie die Rolle der Power im Horrorkurzfilm In Her Demons, der am 31. Oktober 2018, Halloween, auf dem 48 Hour Horror Film Project uraufgeführt wurde. Von 2019 bis 2020 verkörperte sie die Rolle der Becky in der Fernsehserie Schooled, einem Ableger der Serie Die Goldbergs. Nach zwei Staffeln wurde bekannt, dass die Serie nicht fortgesetzt wird.

## Filmografie (Auswahl)
- 2012: Spare Room (Kurzfilm)
- 2018: Everything Sucks! (Fernsehserie, 8 Episoden)
- 2018: In Her Demons (Kurzfilm)
- 2019–2020: Schooled (Fernsehserie, 10 Episoden)